# Fosforan wapnia
Fosforan wapnia, Ca3(PO4)2 − nieorganiczny związek chemiczny, sól wapniowa kwasu fosforowego.

## Występowanie w przyrodzie
Występujący naturalnie jako skała fosforyt wapnia nie jest substancją czystą, lecz zawiera w swej strukturze inne substancje takie jak piasek lub wapień. Występuje on w Maroku, Izraelu, Egipcie, na Filipinach i na półwyspie Kolskim (Rosja). Naturalnie występujące złoża fosforanu wapnia zawierają 30-40% masowych P
4O
10.
Kości i zęby kręgowców zbudowane są z fosforanu wapnia, głównie z hydroksyapatytu.

## Zastosowanie
Naturalnie występujący fosforan wapnia wykorzystywany jest na dużą skalę do produkcji nawozów fosforowych, np. superfosfatu. Używany jest jako dodatek do żywności (E 341c). Często używany jest jako biomateriał pod nazwą TCP (od tricalcium phosphate). Cechuje się on lepszą rozpuszczalnością od HAp (hydroksyapatyt). Zaliczany do biomateriałów ceramicznych, resorbowalnych.
Ponadto fosforan wapnia jest substratem do otrzymywania fosforu, poprzez ogrzewanie go z koksem i piaskiem w próżni (do reakcji można używać np. fosforytu lub zmielonych kości):
2Ca3(PO4)2 + 6SiO2 + 10C → 6CaSiO3 + 10CO↑ + P4↑
Fosfor wydziela się w postaci pary, która ulega kondensacji. Zestalony fosfor oczyszcza się na drodze destylacji.

## Otrzymywanie
Jednym ze sposobów otrzymywania fosforanu wapnia jest działanie kwasu fosforowego na węglan wapnia w ilościach stechiometrycznych:
3CaCO3 + 2H3PO4 → 3H2O + 3CO2↑ + Ca3(PO4)2↓
Powstający fosforan wapnia jest praktycznie nierozpuszczalny w roztworze reakcyjnym i tworzy biały osad.